# جلكى نهر كلاماث
جلكى نهر كلاماث (الاسم العلمي: Entosphenus similis ) هي نوع من الحيوانات المائية يتبع جنس جلكى وتدية من فصيلة الجلكية.